# Plantago himalaica
Plantago himalaica är en grobladsväxtart som beskrevs av Pilger. Plantago himalaica ingår i släktet kämpar, och familjen grobladsväxter. Inga underarter finns listade i Catalogue of Life.